# Austrophaea
Austrophaea zebra es una especie de araña araneomorfa de la familia Corinnidae. Es el único miembro del género monotípico Austrophaea. Se encuentra en Sudáfrica.